# Asenath Barzani
Pour les articles homonymes, voir Barzani.
Asenath Barzani ou Barazani (hébreu : אסנת ברזאני), dite la Tannaït (hébreu : התנאית HaTanna'it, « la répétitrice »), est une érudite judéo-kurde du XVIIe siècle (Mossoul, Irak, 1590-1670).
Unique descendante d'une illustre lignée de rabbins, elle est célèbre pour avoir dirigé une école talmudique à la mort de son mari, alors que ce rôle est traditionnellement dévolu aux hommes. Elle est, pour cette raison, considérée par certains comme l'une des rares femmes rabbins avant le XXe siècle, bien qu'elle n'ait jamais prétendu recevoir d'ordination.

## Éléments biographiques
Asenath Barzani est la fille de Rabbi Samuel ben Nathanaël HaLevi Barzani. La famille Barzani a fait construire et dirigé des yechivot (écoles talmudiques) dans tout le Kurdistan qui ont attiré des élèves depuis l'Égypte et la terre d'Israël. Rabbi Nathanaël a constitué une collection de livres et manuscrits religieux rares dont a hérité son fils. Figure spirituelle respectée, autorité en Kabbale, celui-ci ouvre la yechiva de Mossoul afin d'y former des dirigeants spirituels pour les générations à venir. Sans descendance mâle, il transmet ses connaissances à sa fille Asenath. Celle-ci décrira dans sa correspondance une enfance heureuse, entièrement consacrée à l'étude et, lorsque Rabbi Samuel la donne en mariage à son meilleur disciple, Jacob Mizrahi, il fait inclure une clause dans la ketouba (contrat de mariage) selon laquelle Asenath ne doit pas abandonner ses études pour s'acquitter des tâches ménagères.
Rabbi Jacob succède à Rabbi Samuel mais, plongé dans ses études, il abandonne la direction de la yechiva à son épouse. Celle-ci connaît, après la mort de son époux, de nombreux problèmes d'argent, ni son père ni son mari n'étant parvenus à assurer le financement du centre d'étude. Ses possessions sont confisquées, y compris ses vêtements et ses livres. Cependant, elle n'emploie les quelques fonds reçus qu'au profit de la yechiva malgré les tentatives détournées de certains pour lui prêter assistance. Elle parvient ainsi à former de nouveaux érudits, y compris son propre fils qui partira étudier à Bagdad où il poursuivra la lignée rabbinique familiale.
Asenath Barzani devient rapidement un personnage de légende dans le folklore des Juifs du Kurdistan et, à sa mort, sa sépulture, à Amedi dans le Kurdistan irakien, devient un lieu de pèlerinage pour de nombreux Juifs.

## Écrits
Asenath Barzani semble n'avoir laissé comme écrits que des pièces de correspondance, principalement destinées à obtenir l'aide financière d'autres communautés car, ainsi qu'elle l'écrit, il est inconvenant pour une femme de voyager afin de lever des fonds. Elle y donne dans un style poétique la plupart des indications biographiques actuellement connus d'elle. Elle fait preuve d'un grand respect pour ses destinataires et montre une totale maîtrise de la langue hébraïque, de la Torah, du Talmud, du Midrash et de la Kabbale,.

## La figure d'Asenath Barzani dans le folklore et le judaïsme

### Un nuage d'anges
Asenath Barzani est l'une des grandes figures du folklore judéo-kurde. On raconte notamment qu'elle aurait demandé à Dieu de ne plus devoir payer le tribut des femmes après la naissance de sa fille et de son fils, et que son père vient lui rendre visite dans ses rêves afin de l'avertir des menaces qui pèsent sur les communautés kurdes et sur la façon de les éviter.
À la suite d'une de ces visites, elle demande aux Juifs de célébrer la néoménie à l'extérieur de la synagogue. Au cours de l'office, ils voient des flammes venues du ciel s'abattre sur la synagogue qui prend feu immédiatement (elle est cependant, grâce aux injonctions de la Tannaït, vide). La Tannaït murmure alors une phrase kabbalistique, apprise de son père. Un nuage d'anges descend alors sur la synagogue devant un public stupéfait, et éteignent le feu dans un battement d'ailes avant de retourner dans les cieux. La fumée se dissipe et l'on constate un nouveau miracle : la synagogue n'a pas brûlé et aucune lettre des rouleaux de la Torah n'a été touchée par les flammes. Par reconnaissance pour la Tannaït, les fidèles auraient donné son nom à la synagogue.

### L'une des premières femmes rabbins?
Asenath Barzani est l'une des rares femmes de l'histoire juive à avoir transmis la tradition, à l'instar, notamment, de Berouria bat Hanina, l'épouse de Rabbi Meïr. À la différence de celle-ci, cependant, Asenath n'est pas secondée et ne seconde personne, bien qu'elle se présente comme telle dans ses lettres. Certains voient donc en elle l'un des rares exemples de femme rabbin dans le judaïsme traditionnel d'avant le XXe siècle,,,, mais elle n'a jamais prétendu avoir recçu d'ordination.
Bien qu'elle ait été une figure influente et écoutée parmi les Juifs du Kurdistan, Asenath Barzani ne semble pas s'être occupée d'activités communautaires, en dehors de celles de la yechiva. Les Juifs du Kurdistan ne l'appellent d'ailleurs pas Rabbanit mais Tannaït, un terme probablement forgé pour Asenath elle-même d'après le vocable Tanna (judéo-araméen : תנא « répétiteur »), par lequel se désignaient les rabbins et docteurs de la Mishna ; ce terme met l'accent sur la transmission de la tradition plutôt que sur le rôle communautaire tenu par les rabbins et, depuis l'ordination de Regina Jonas en 1935, par les femmes rabbins.